# 礼金
禮金是指以作為禮物贈送給他人的金錢，喜慶活動中如婚宴、嬰兒滿月、生日等的禮金稱為喜儀，在粵語又稱人情，一般會放在禮封中，並在禮封上寫上收禮人的姓名、祝福語等。禮金的數額依照活動規模以及與主人家的交情而定，而各地也有一個「公價」數目供參考。喜慶活動的禮金有時會以銀行禮券代替，葬禮給喪主的禮金則稱為帛金、賻儀或白包。